# Monovokalismus
Ein Monovokalismus (von gr. mónos ‚allein‘ und lat. vocalis ‚Buchstabe‘, ‚Vokal‘), auch Univokalismus, ist im Gegensatz zu einem Leipogramm, bei dem ein bestimmter Buchstabe niemals vorkommt, ein Text, in dem nur ein Vokal verwendet wird.

## Beispiele
Natürlich sind die sprachlichen Möglichkeiten wesentlich eingeschränkter als beim Leipogramm, doch es gibt einige interessante und weit verbreitete Beispiele. Bekanntestes Beispiel im deutschen Sprachraum ist sicher das Gedicht ottos mops von Ernst Jandl, das sich auf das „o“ als einzigen Vokal beschränkt.
Zu den klug konstruierten englischen Monovokalismen gehört das folgende Couplet aus einem 16-zeiligen Werk von C. C. Bombaugh:
No cool monsoons blow soft on Oxford dons,

Orthodox, jog-trot, bookworm Solomons!
Ein bekanntes französisches Beispiel ist der Roman Les Revenentes von Georges Perec, der im Gegensatz zu dessen Leipogramm-Roman La Disparition steht.
Das Lied Drei Chinesen mit dem Kontrabass wird mit monovokalistischen Strophen gesungen, wobei in jeder Strophe ein anderer Vokal verwendet wird.

## Erweiterung des Prinzips des Monovokalismus
Zwei Erweiterungen des Monovokalismus sind erkennbar. Die eine besteht darin, statt eines Monvokalismus einen Bivokalismus zu erproben. In diesem Fall werden Texte produziert, in denen statt nur einem Vokal zwei zugelassen werden.
Die andere besteht darin, dass man das Prinzip des Monovokalismus auf alle Buchstaben des Alphabets des Deutschen im Anlaut der Wörter anwendet, also auch auf die Konsonanten, wie Kante gezeigt hat. Ausgelassen hat Kante nur Texte zu den Umlautbuchstaben.